# 基姆薩查塔山 (瓦伊納科塔斯區)
14°42′15″S 72°46′08″W / 14.70417°S 72.76889°W
基姆薩查塔山（西班牙語：Kimsa Chata），是秘魯的山峰，位於該國南部阿雷基帕大區，由拉烏尼翁省的瓦伊納科塔斯區負責管轄，屬於萬索山脈的一部分，海拔高度5,091米。